# Chloro(sulfure de diméthyle)or(I)
Le chloro(sulfure de diméthyle)or(I), ou chloro(diméthylsulfure)or(I), est un complexe de formule chimique (H3C)2SAuCl. Il se présente sous la forme d'un solide blanc. C'est un point d'entrée fréquent de la chimie de l'or. Comme de nombreux autres composés d'or(I), l'atome d'or à l'état d'oxydation +1 adopte une géométrie quasiment linéaire, avec un ici angle S–Au–Cl de 176,9°. La liaison S–Au a une longueur de 227,1(2) pm, semblable à celle d'autres liaisons S–Au(I).
Cette substance est disponible dans le commerce. Elle peut être préparée en dissolvant de l'or dans l'eau régale pour former de l'acide chloraurique HAuCl4 puis en ajoutant du sulfure de diméthyle (H3C)2S. Le tétrachloroaurate de sodium NaAuCl4 peut également être utilisé comme source d'or(III). Le bromo(sulfure de diméthyle)or(I) (H3C)2SAuBr a également été synthétisé par une voie semblable.